# Henning Toft Bro

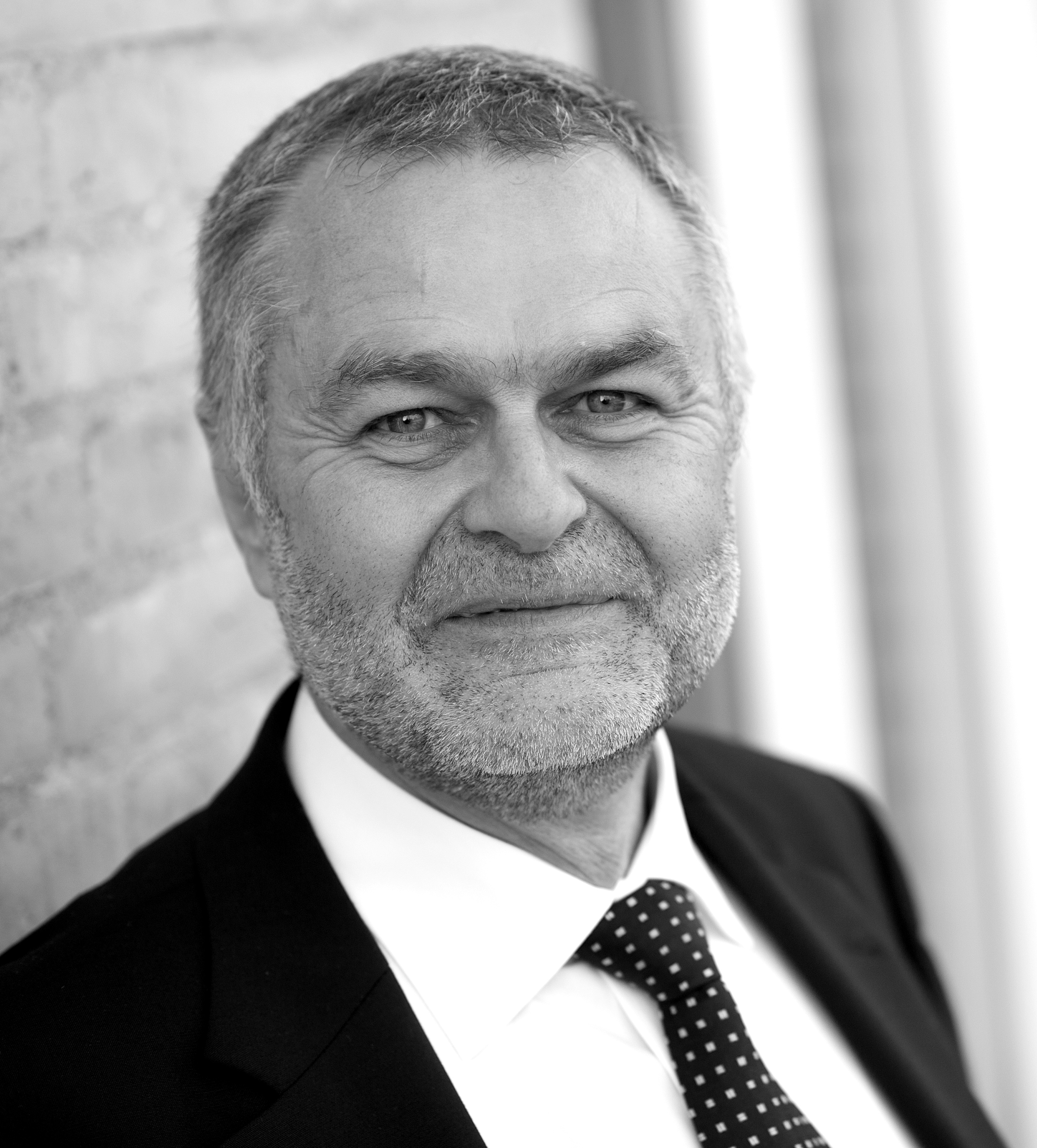
Henning Toft Bro, April 2011

Henning Toft Bro (* 23. Oktober 1956 in Thyborøn) ist ein dänischer Geistlicher. Seit dem 9. Mai 2010 ist er lutherischer Bischof des Bistums Aalborg.
Henning Toft Bro besuchte ab 1963 die Regelschule in Thyborøn und schloss 1973 mit einem mittleren Bildungsabschluss ab. Er arbeitete einige Jahre als Fischer und Hafenarbeiter, bevor er 1978 in Nr. Nissum sein Abitur ablegte. Im Anschluss studierte er Evangelische Theologie an der Universität Århus. Nach dem Examen 1985 wurde er Pastor in Hjerm. 1997 übernahm er eine Gemeinde in Nykøbing Mors und wurde Propst der Morsø Provsti. 2010 setzte er sich bei der Wahl des Nachfolgers von Bischof Søren Lodberg Hvas im zweiten Wahlgang knapp gegen seine Mitbewerberin Marianne Christiansen durch. Seit seiner Weihe am 9. Mai 2010 ist er der 58. Bischof des Bistums Aalborg.
Von 1983 bis 1995 war Bro Mitglied der bekannten dänischen Folkband Tørfisk. Er wirkte bei vielen Alben der von seinem Bruder Bent gegründeten Band mit und komponierte einige Lieder, darunter den großen Erfolg VLTJ. Er komponierte auch einige neue geistliche Lieder, die Eingang in dänische Gesangbücher fanden. 
Henning Toft Bro ist verheiratet mit Ragna Bro. Er hat zwei Töchter und einen Sohn. 2004 wurde er mit dem Ritterkreuz des Dannebrogordens ausgezeichnet.